# Horace Jenkins
Horace Jenkins (Elizabeth, 14 ottobre 1974) è un ex cestista statunitense, professionista in Europa e nella NBA.

## Carriera
È uscito dalla William Paterson University solo nel 2001, dato che per oltre tre anni e mezzo ha lavorato come dipendente delle poste, elettricista, netturbino e benzinaio per mantenere il figlio Hakeem.
Jenkins è sbarcato in Italia per giocare nella Cimberio Borgomanero che si apprestava a disputare per la prima volta il campionato di Legadue. Qui Jenkins è stato il principale terminale offensivo della squadra, tanto da laurearsi capocannoniere del campionato con 30,4 punti di media a partita, il 59,1% al tiro da due e il 37,8 nel tiro da tre. Il 18 novembre 2001, in casa contro Ragusa ha messo a segno il proprio massimo stagionale con 46 punti segnati. I biancazzurri hanno chiuso la regular season al quarto posto, salvo poi essere eliminati ai quarti di finale dei play-off.
Le prestazioni con la canotta di Borgomanero gli hanno valso la chiamata della Virtus Roma in Serie A. Nella sua prima stagione nel massimo campionato italiano, in regular season ha realizzato 15,2 punti di media in 30,8 minuti di utilizzo. Nei play-off, in cui Roma è stata eliminata nella decisiva gara5 delle semifinali scudetto, Jenkins ha segnato in 13,8 punti in 33,7 minuti di media.
Nel 2003-2004 Jenkins ha viaggiato a poco più di 15 punti di media con i colori dell'AEK Atene, in Grecia. Con i gialloneri ha giocato anche in Eurolega, competizione in cui ha fatto registrare la seconda miglior media punti (20,1) di quell'edizione.
L'anno seguente è stato chiamato dai Detroit Pistons per disputare la sua quarta Summer League dopo le esperienze degli anni precedenti avute con Orlando, New York e Seattle. Il 4 agosto 2004 ha firmato il suo primo contratto garantito con una franchigia NBA, per l'appunto i Pistons, diventando uno dei rookie più anziani a ottenere un ingaggio visti i suoi quasi 30 anni di età. Ha iniziato la stagione nella lista degli inattivi, ma nel corso dell'annata ha avuto comunque modo di scendere in campo in 15 partite subentrando dalla panchina. I Pistons hanno giocato le NBA Finals per il secondo anno consecutivo (questa volta perse in gara 7), ma Jenkins non ha fatto comunque parte del roster dei play-off.
Terminata la parentesi in NBA, Jenkins ha proseguito la propria carriera in Israele, dove ha contribuito a portare l'Hapoel Gerusalemme alle finali nazionali e alle semifinali di ULEB Cup. Nell'estate del 2006 ha firmato con i turchi dell'Efes Pilsen con cui ha avuto modo di giocare nuovamente in Eurolega, ma a stagione in corso è tornato all'Hapoel Gerusalemme complici alcuni screzi con l'allenatore Oktay Mahmuti che in precedenza lo aveva messo fuori squadra.
Nell'agosto del 2007 è tornato a militare nella Serie A italiana con la chiamata da parte della Fortitudo Bologna. In regular season ha viaggiato a 15,8 punti in 28,9 minuti medi di gioco, tirando con il 45,4% da due e il 31% da tre. Nei quarti di finale dei play-off persi contro la Montepaschi Siena, ha realizzato complessivamente 12 punti nell'arco di tre gare.
Jenkins ha avuto la sua ultima parentesi da giocatore professionista a 34 anni a Caserta. Arrivato a novembre per sostituire Jamar Butler, è stato tagliato nel successivo mese di febbraio.

## Statistiche

### NBA

#### Regular Season
| Anno      | Squadra         | PG | PT | MP  | TC%  | 3P% | TL%  | RP  | AP  | PRP | SP  | PP  |
| --------- | --------------- | -- | -- | --- | ---- | --- | ---- | --- | --- | --- | --- | --- |
| 2004-2005 | Detroit Pistons | 15 | 0  | 6,9 | 33,3 | 0,0 | 92,3 | 0,6 | 0,6 | 0,3 | 0,1 | 2,8 |
| Carriera  | Carriera        | 15 | 0  | 6,9 | 33,3 | 0,0 | 92,3 | 0,6 | 0,6 | 0,3 | 0,1 | 2,8 |